# Jóvenes hegelianos

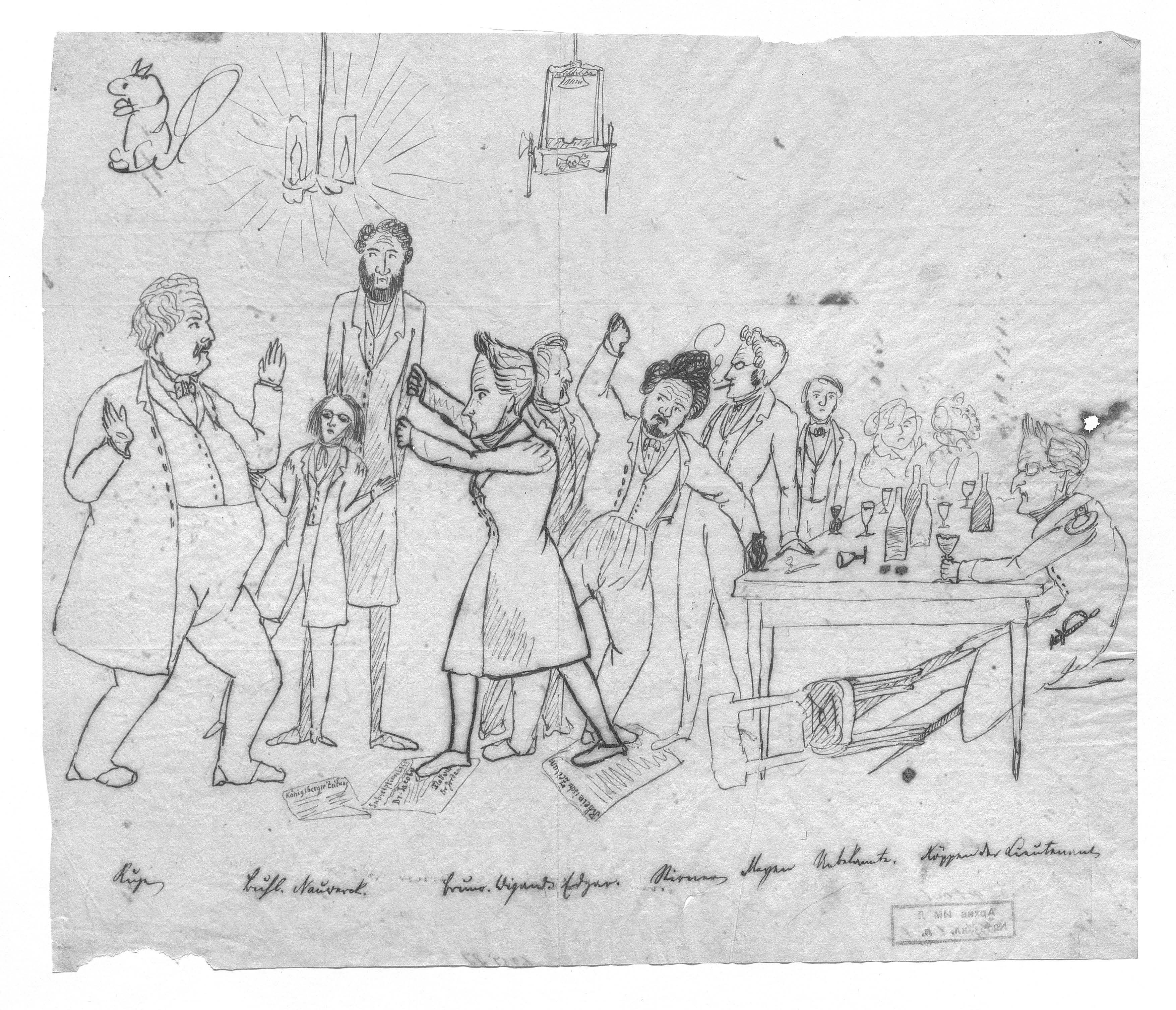
Dibujo de Engels del grupo Die Freien de jóvenes hegelianos. De izquierda a derecha: Arnold Ruge, Ludwig Bühl, Carl Nauwerck, Bruno Bauer, Otto Wigand, Edgar Bauer, Max Stirner, Eduard Meyen, tres desconocidos, Karl Friedrich Köppen.

Los jóvenes hegelianos (Junghegelianer), más tarde conocidos como hegelianos de izquierda (Linkshegelianer), eran un grupo de estudiantes y jóvenes profesores de la Universidad Humboldt de Berlín seguidores del trabajo de Georg Hegel. El más famoso de ellos fue Karl Marx y la relación intelectual entre Marx y Hegel ha motivado amplios estudios sobre los jóvenes hegelianos.

## Derecha e izquierda hegeliana

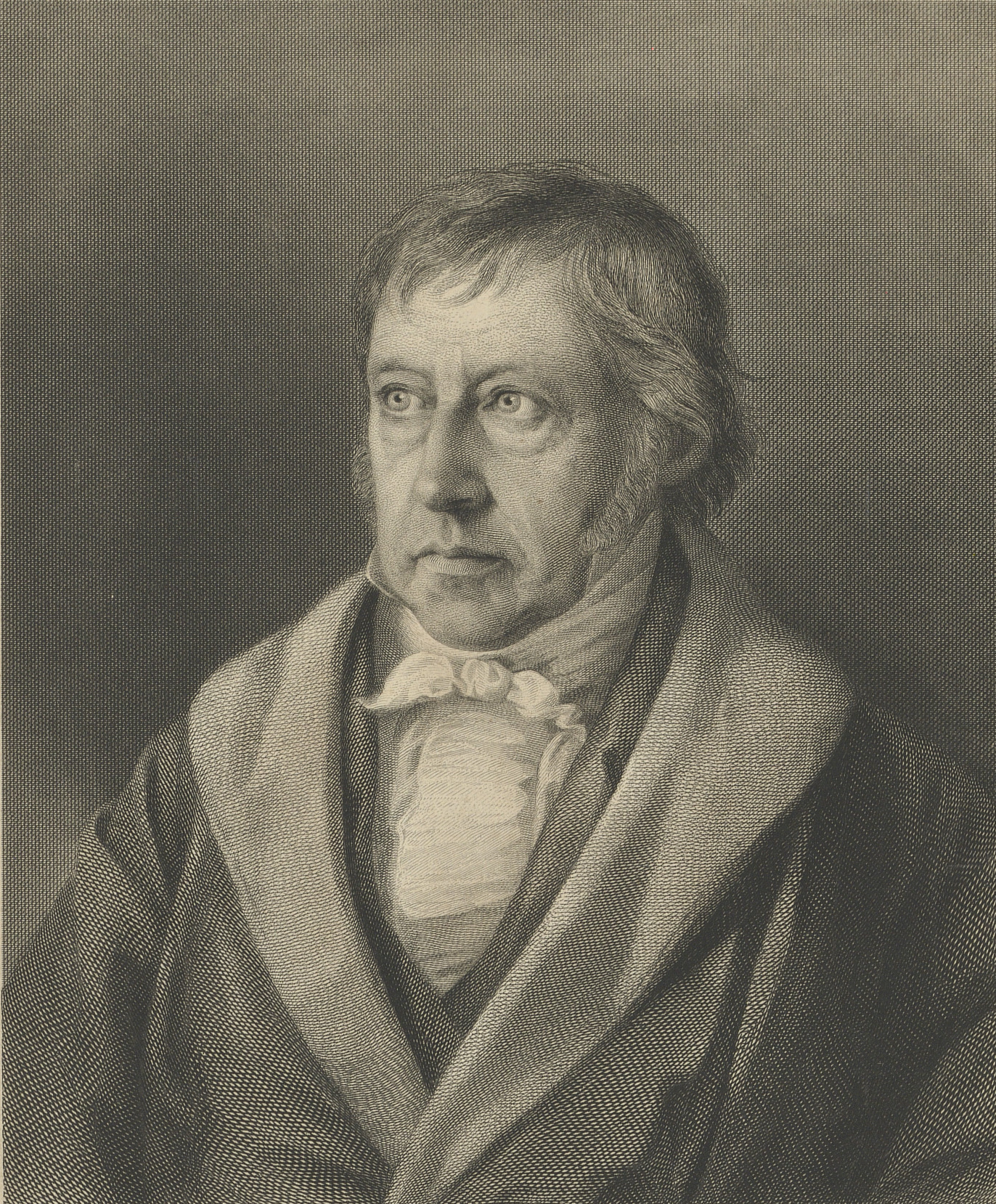
La filosofía política de Hegel podía incluirse entre las liberales o conservadoras.

Los jóvenes hegelianos se oponían a otra corriente hegemónica llamada Derecha hegeliana (Rechtshegelianer) o viejos hegelianos que dominaba las cátedras y estamentos universitarios y gubernamentales. Esta derecha hegeliana, formada sobre todo por teólogos protestantes y conservadores, opinaba fundamentalmente que la filosofía de Hegel era compatible con el Cristianismo. Que la serie de eventos históricos de la dialéctica hegeliana se habían completado en su momento histórico, y que el estado y la sociedad prusianos, tal como existían, eran la culminación de todos los cambios dialécticos (mencionaban el alto grado de desarrollo del Estado, la presencia de universidades importantes, desarrollo económico y altas tasas de empleo). Así pues, para la derecha hegeliana se vivía en el mejor de los mundos posibles. La nómina de esta corriente estaba representada por Karl Daub, Carl Friedrich Göschel, Hermann Friedrich Wilhelm Hinrichs, Georg Andreas Gabler, Kasimir Conradi, Kuno Fisher, Daniel Schenkel, Johann Eduard Erdmann, Karl Ludwig Michelet (no confundir con el escritor francés), Ernst Theodor Echtermeyer, Johann Karl Friedrich Rosenkrantz (biógrafo de Hegel y al que algunos asignan el centro hegeliano) y, al principio, Bruno Bauer. Engels los llamaba burlescamente los "diádocos hegelianos", como si fueran los generales de Alejandro Magno que se repartieron su imperio helenístico. Sus órganos fueron los Anales Berlineses para la Crítica Científica y la Revista de Filosofía y de Teología Especulativa.
A diferencia de esta visión positiva y ya nacionalista del estado prusiano, cerrada a la evolución, al futuro y a la utopía, la Izquierda hegeliana (Linkshegelianer) o jóvenes hegelianos negaban la compatibilidad de Hegel con el Cristianismo, opinaban que muchos otros cambios dialécticos habían de suceder y que la sociedad prusiana del momento estaba lejos de la perfección, puesto que contenía bolsas de pobreza y censura gubernamental, así como discriminación por factores religiosos de los no luteranos, no cristianos o simplemente ateos. Ellos mismos se consideraban liberales. Según Arnold Ruge, "todo lo racional es real, y todo lo real es racional" en un sentido dinámico, que no niega el progreso histórico. Se subordina "lo que es" a "lo que podría ser". La nómina de esta corriente estaba compuesta por David Friedrich Strauss, Arnold Ruge, Bruno Bauer, que se incorporará después, Ludwig Feuerbach, Moritz Hess, Max Stirner, Friedrich Engels y Karl Marx. Su órgano eran los Anales de Halle.
Los jóvenes hegelianos no eran reconocidos por las universidades debido a sus visiones radicales de la religión y la sociedad. A varios de los profesores se les obligó a dimitir, y a algunos estudiantes como el joven Marx se les rechazaron trabajos en la Universidad de Berlín.

## Desarrollo

### Los primeros jóvenes hegelianos
La historia de los jóvenes hegelianos empieza en 1835 con un libro sumamente controvertido e influyente: La vida de Jesús de David Strauss. En este texto, Strauss da una interpretación de los evangelios y de la vida de Jesús que partiendo de las premisas filosóficas de Hegel rechaza tanto las conclusiones de este mismo como la visión oficial al respecto. Así, por vez primera Hegel es vuelto contra sí mismo y contra el orden establecido. Para Strauss la figura de Jesús, cuya existencia misma es puesta en duda, personificaba el grado de autoconciencia que la humanidad había alcanzado en ese entonces. De esta manera se humaniza tanto a Dios como a Jesús y es la Humanidad, como sujeto colectivo de la Historia, la que pasa al primer plano. Así lo dice Strauss:

Seamos fieles a la idea de la unidad entre lo divino y lo humano pero no busquemos su realización en un solo ser despojando a todos los demás de la misma sino en toda la humanidad: es en la diversidad de los seres singulares, que se completan unos a otros y juntos forman una totalidad, que esta unidad se hace real de una manera inmensamente superior que si la concebimos como encerrada y acabada en un solo ser. En la humanidad Dios se ha hecho hombre no una vez sino infinitamente; en ella Él vive la plenitud de su fuerza.

Strauss resume este razonamiento tan hegeliano de una manera drástica: “la humanidad es Cristo”. 
El escándalo fue inmediato. C. A. Eschenmayer de Turingia describe a Strauss como un nuevo Judas y los luteranos ortodoxos, con el catedrático de Teología de la Universidad de Berlín Ernst Wilhelm Hengstenberg a la cabeza, lo condenan resueltamente. Se escriben artículos a favor y en contra de Strauss y el gobierno investiga la posibilidad de intervenir contra un teólogo tan heterodoxo[cita requerida].
De esta manera los hegelianos se ven obligados a tomar partido y los defensores de Strauss pasan a formar el núcleo del cual surgiría el joven hegelianismo o Izquierda hegeliana. Esto no quiere decir que haya sido este libro el que haya creado la división dentro del campo hegeliano. La misma, tal como lo dice McLelland, existía ya, pero de forma más bien latente. La polémica en torno a la obra de Strauss vino a sacarla a la luz y a radicalizarla enormemente, creando, además, un sentido grupal y de cuerpo entre ambos bandos enfrentados.

### De la crítica de la religión a la crítica revolucionaria
Hasta 1839 el horizonte crítico de los jóvenes hegelianos está dominado por discusiones extremadamente complejas y esotéricas sobre materias teológicas. El punto central de esta crítica es la consideración de la religión en general y del cristianismo en particular como un producto histórico de la evolución del hombre que, en un momento dado, está destinado a ser superado por formas más altas de autoconciencia humana. Pero lo que en realidad hacía esta crítica absolutamente inaceptable era el postulado de que ese momento ya había llegado con la filosofía de Georg Hegel. De esta manera la religión se hacía obsoleta y perdía su rol histórico, en especial en cuanto soporte fundamental y oficial del Estado prusiano. El mensaje de los jóvenes hegelianos era que el Estado prusiano requería de un fundamento más adecuado a su misión histórica y ese fundamento no podía ser otro que la filosofía. Así, durante este primer período los jóvenes hegelianos no se ven en absoluto como opositores al régimen político existente sino como sus verdaderos defensores, que buscan fortalecerlo a través de reformas que lo harían más adecuado a sus altos propósitos.
Esta búsqueda de convencer al poder existente de que debía hacerse menos religioso y más racional, es decir, filosófico, fue perdiendo terreno poco a poco y la crítica a Hegel por la falta de radicalidad en sus conclusiones empezó pronto a extenderse a otros campos. Este fue el caso de la filosofía de la historia. 
En 1838 el conde polaco August von Cieszkowski escribe una obra verdaderamente señera titulada Prolegómenos sobre la filosofía de la historia, en la cual plantea —de una manera directa y explícitamente inspirada por el milenarismo de Joaquín de Fiore— que la filosofía de Hegel no marca el fin de la historia sino solo el comienzo de la tercera y última etapa del movimiento tríadico de la dialéctica histórica. Con este tercer momento, al que Hegel había dado inicio, concluye el ciclo en que el Espíritu primero era “an sich” (en sí o como “das Selbstsein”), para luego ser “für sich” (para sí o como “das Selbstdenken”) y ahora llegar a ser “aus sich” (de sí o fuera de sí como “das Selbsttun”). La tríada va así, para decirlo en forma simple, del ser al pensamiento y del pensamiento a la acción. Su último momento es el de la “praxis”, en el cual la humanidad pasa a conformar una realidad de acuerdo a las reglas de la razón. Este momento culminante de la historia es el momento que reconciliará, como lo dice Leszek Kolakowski:

La subjetividad con la naturaleza, a Dios con el mundo, a la libertad con la necesidad, a los deseos elementales con los preceptos exteriores. El cielo y la tierra se unirán en eterna amistad, y el espíritu, completamente consciente de sí y plenamente libre, no distinguirá ya entre su vida activa en el mundo y su pensamiento acerca de él.

Cieszkowski orienta así su mirada hacia el futuro y, sobre todo, hacia la acción, formulando lo que él mismo llama una “filosofía de la praxis” (“die Philosophie der Praxis”). 
La filosofía pasa así a tomar un rol activo, formativo y revolucionario que llevará a lo que pronto será el grito de guerra de la izquierda hegeliana: “la realización de la filosofía”. Esto es lo que Marx hará inmortal en su famosa tesis número once sobre Feuerbach de 1845: “Los filósofos no han hecho hasta ahora más que interpretar de diversos modos el mundo; pero de lo que se trata ahora es de transformarlo.” De esta manera los discípulos de Hegel, para poder formular un credo revolucionario, se verían forzados a volver al “Sollen” (“deber ser”) de Fichte, contra el cual Hegel –como pensador profundamente antiutópico que era– había lanzado tantas andanadas críticas. Cieszkowski rompe así y de una manera explícita con la prohibición hegeliana de pronunciarse sobre el futuro y convierte esta tarea en la tarea más esencial de la reflexión filosófica.

### Radicalización política de los jóvenes hegelianos
La filosofía futurista de Cieszkowski vino a darle expresión a aquel estado de ánimo milenarista que imperaba entre los jóvenes hegelianos basado en la certidumbre de que su época era un punto de quiebre fundamental en la evolución humana y el comienzo de una era cualitativamente diferente de la misma. Además, estaba el convencimiento de que en el surgimiento de esta nueva época la filosofía, encarnada por ellos mismos, jugaría un papel esencial. Esta convicción se canalizó primero en intentos de reformar el orden existente desde adentro, convenciendo a los detentadores mismos del poder de la necesidad de autoreformarlo. Luego, cuando el poder respondió con la persecución en vez de prestarle oídos a los llamados de los jóvenes filósofos, se pasa a una actitud mucho más desafiante que se radicalizará cada vez más hasta llegar al elitismo crítico de Bauer, el comunismo de Hess, Engels y Marx, el anarco-comunismo de Bakunin y el individualismo radical de Stirner.
Entre 1838 y 1842 la mayoría del movimiento jovenhegeliano se agrupa en torno a los Hallische Jahrbücher, la revista editada por Arnold Ruge que desde 1841 pasó a llamarse Deutsche Jahrbücher. Es justamente Ruge quien durante este período está a la vanguardia de aquel movimiento de radicalización política de sus jóvenes amigos que comienza en 1840 para profundizarse durante 1841 y culminar en 1842-43. Este desarrollo puede ser sintetizado de la siguiente manera: Los jóvenes hegelianos tienen grandes expectativas de que el nuevo rey de Prusia, Federico Guillermo IV, que asume el poder en 1840, abra el camino de la realización de sus aspiraciones reformistas y liberales. Nada de esto, sin embargo, se haría realidad. El nuevo monarca muestra de inmediato un rostro sumamente conservador, tratando de revivir las costumbres más rancias de la tradición alemana. El nuevo rey ve en los jóvenes hegelianos un grupo de críticos irreverentes y pronto estallará el conflicto entre ambos. Los jóvenes hegelianos responderán radicalizando y ampliando su crítica contra el orden existente. Su liberalismo tiende a evolucionar hacia un democratismo donde las bases mismas de la monarquía son cuestionadas. A comienzos de 1842 Arnold Ruge proclama públicamente su convicción democrática y llama a sus amigos, según la expresión de Auguste Cornu, a “transformar el liberalismo en democratismo”.
En marzo de 1842 Bruno Bauer, amigo íntimo de Marx y una de las mayores figuras del hegelianismo joven, es despojado de su licencia para enseñar lo que es interpretado por sus jóvenes amigos como la señal de una confrontación definitiva entre el nuevo monarca y sus críticos. Para su sorpresa y desencanto los jóvenes filósofos no encuentran ningún apoyo en su lucha, lo que los lleva a una actitud cada vez más resentida y elitista. Bauer y sus amigos de desventura ven así –ante la total indiferencia pública– cerradas las puertas de aquellas carreras que o ya habían iniciado, como Bauer, o que pronto deberían haber iniciado, como Marx. Esta circunstancia tendrá un impacto decisivo en el desarrollo del hegelianismo joven y dejará una impronta indeleble en el marxismo mismo. De ella surgirá un desprecio característico por la “masa” embrutecida que no entiende o no se atreve a entender lo que la historia exige de ella. Frente a esta masa se cristalizará la élite, esa vanguardia esclarecida que entiende la historia y asume su llamado, obteniendo por ello mismo el derecho a comandar y, de ser necesario, a usar la coerción sobre esa masa embotada. Esta amarga retórica caracterizará los escritos de Bauer y de sus amigos radicales así como también lo harán la soledad política y el estigma social en que se encuentran. Ello desencadenará, durante 1844, una serie de violentos conflictos internos que terminarán destruyendo al hegelianismo joven ya sea como tendencia filosófica o como entidad política. Unos se refugiarán en la soledad, como Bauer, mientras que otros, como Marx, se lanzarán en la búsqueda de una “masa” que sí pudiese encarnar sus ideas revolucionarias.

## Karl Marx

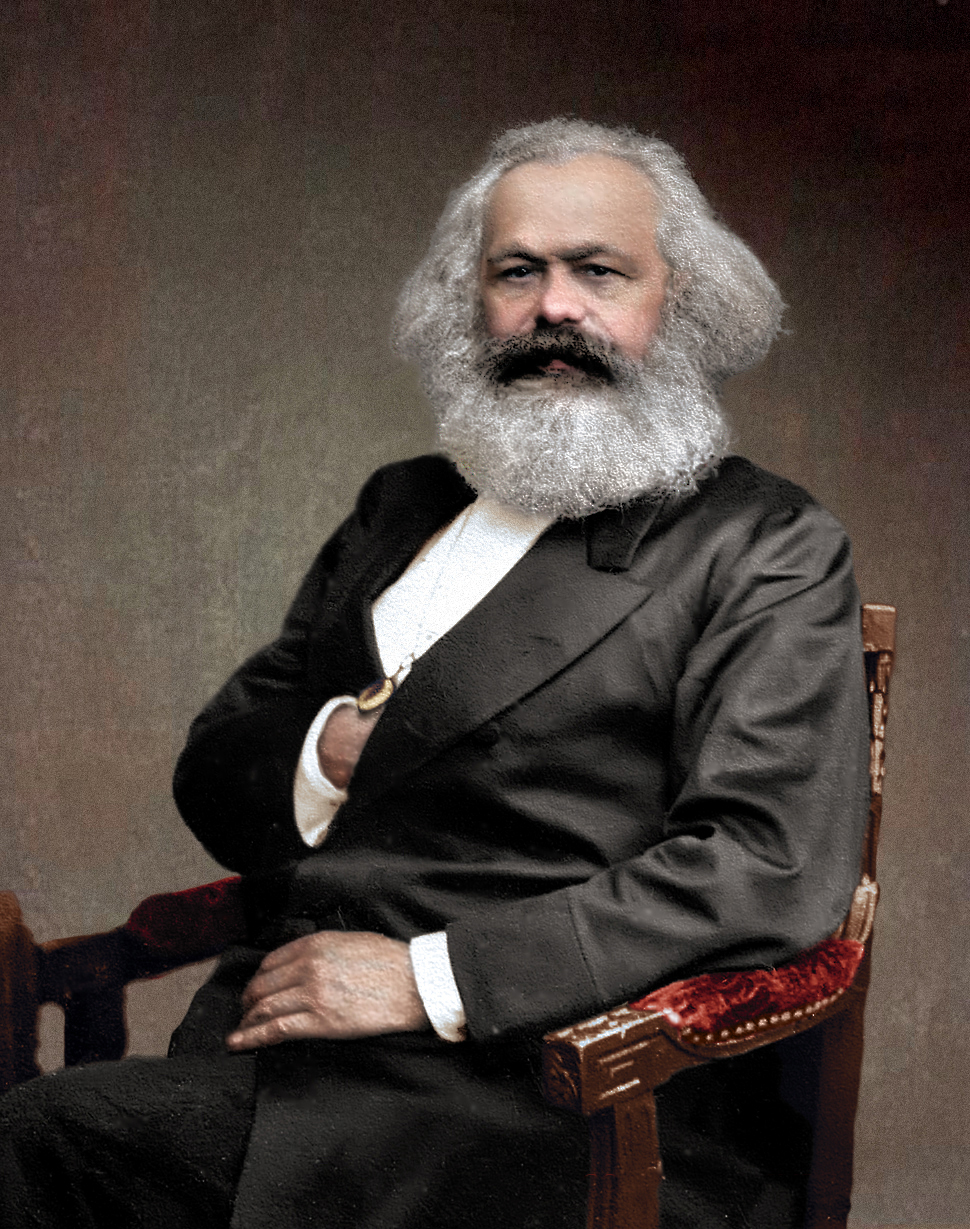
Karl Marx fue uno de aquellos a los cuales el hegelianismo influyó sobremanera.

El joven hegeliano que sin duda tendría una mayor importancia futura es Karl Marx. Su período “jovenhegeliano” va desde fines de 1837, cuando se convierte a la filosofía de Hegel, hasta fines de 1842, cuando rompe con sus amigos hegelianos de izquierda. Esta es la evolución que aquí se esbozará. 

### Conversión al hegelianismo
El paso de Marx al hegelianismo fue descrito de una manera muy conmovedora por el propio Marx en una carta escrita desde Berlín a su padre en noviembre de 1837. Sus palabras son insuperables para resumir lo que de hecho fue el paso de una fe a otra: “Una cortina había caído, mi santuario desgarrado y nuevos dioses debían ser instalados.”  En su carta, Marx opone, de una manera típicamente hegeliana, el “idealismo realista”, es decir, la capacidad de ver las ideas en el mundo o, para ser aún más hegelianos, el mundo como la realización de las ideas, al “idealismo moralista” de un Kant o un Fichte. Se trata, en pocas palabras, de “encontrar a Dios en cada esquina”. Así, como lo resume el mismo Marx, “si antes los dioses habían estado sobre la tierra ahora pasaron a ser su centro.”

### El Club de los Doctores
El paso de Marx al hegelianismo lo lleva a trabar amistad con los jóvenes hegelianos de Berlín, que por entonces se reunían en el así llamado “Club de los Doctores”. La figura dominante en el ambiente joven hegeliano de Berlín era Bruno Bauer, quien será íntimo amigo y mentor de Marx durante los años venideros. Es bajo la influencia de Bauer que Marx escribe, en 1841, su tesis doctoral que lleva el título de Diferencia entre la filosofía de la naturaleza de Demócrito y Epicuro. Marx colabora con Bauer en la redacción de uno de los libros más influyentes y polémicos de la literatura jovenhegeliana: La trompeta del juicio final contra Hegel, ateo y anticristo. Un ultimátum de 1841. En esta obra, los pensamientos de Hegel son deformados de una manera sistemática y genial logrando transformar la filosofía conservadora de Hegel en una filosofía de la revolución. Así, Bauer y Marx resumen la filosofía de Hegel diciendo que su núcleo es “el reconocimiento de que Dios no existe” y su misión la destrucción de aquella ilusión a la que el hombre ha llamado Dios. Por ello, según ellos se puede decir que la filosofía de Hegel era una “praxis destructora” que “en sí misma era la revolución”.

### La realización revolucionaria de la filosofía
Tanto el ambiente ateo de los jóvenes hegelianos como la influencia decisiva de Bauer quedan bien reflejados cuando Marx en el prólogo a su disertación doctoral cita, como su lema, una versión trunca de la famosa frase que el dramaturgo ateniense Esquilo pone en boca del titán Prometeo: “En una palabra, odio a todos los dioses”. Y Marx continúa en el mismo texto diciendo que la filosofía lanza “esta consigna contra todos los dioses del cielo y de la tierra que no reconocen la autoconciencia del hombre como la divinidad superior. La filosofía no tolera rivales.” El tema de la disertación doctoral de Marx es las similitudes y diferencias entre la filosofía de la naturaleza de Demócrito y la de Epicuro, especialmente en lo referente a la teoría del átomo. Al contrario de lo que era la opinión dominante, Marx sostiene que la filosofía de Epicuro no es de ninguna manera una copia de la de Demócrito sino, en realidad, opuesta. Así, Marx contrapone la teoría estrictamente determinista de Demócrito a una posición no determinista de Epicuro, quedando de manifiesto la simpatía del autor por la posición de este último. Más allá de esto la disertación es interesante, ya que da plena expresión a la concepción que los jóvenes hegelianos tenían sobre su propia posición histórica.
El que Marx estudie justamente el período post aristotélico de la filosofía griega tiene indudablemente que ver con el hecho de que Marx y sus jóvenes amigos consideraban a Hegel como el Aristóteles moderno, es decir, un pensador capaz de abarcar y llevar a su culminación todos los avances intelectuales de su época. Después de la aparición de una figura semejante quedan, para los nuevos filósofos, fundamentalmente dos caminos: o bien retroceder a fases ya superadas del pensamiento u orientar sus energías hacia una filosofía práctica cuyo norte no podía ser otro que la realización de las grandes ideas ya descubiertas. Este camino, ya señalado por Cieszkowski con su “filosofía de la praxis” y que luego sería reafirmado por la “filosofía de la acción” de Moses Hess, es el que Marx elige y al cual, en esencia, dedicará el resto de su vida.

### El gobierno de Prusia rompe con los jóvenes hegelianos. Los jóvenes hegelianos rompen con Marx.
La vida de Marx cambiará notablemente a partir de 1842, cuando la confrontación entre los jóvenes hegelianos y el gobierno prusiano se endurece considerablemente. El 29 de marzo de ese año se dicta la prohibición de enseñar contra Bruno Bauer, lo que viene a cerrar definitivamente toda expectativa de una carrera académica por parte de su discípulo Karl Marx. Cerradas las puertas de universidades y academias será la agitación político-filosófica por medio del periodismo la que atraerá las energías de Marx y sus amigos. Ya desde mayo de 1842 comienza a escribir en la Gaceta Renana / Rheinische Zeitung, el periódico de tendencia liberal moderada que a comienzos de 1842 había sido creado en Colonia /  Köln por, entre otros, Moses Hess, íntimo amigo de Marx. Este periódico conocerá un éxito considerable y Marx se entrega con entusiasmo al trabajo periodístico, siendo nombrado redactor en jefe de la Gaceta Renana el 15 de octubre de 1842. La base de apoyo del periódico eran las clases medias de Renania y su reivindicación política fundamental no pasaba más allá de la demanda de una monarquía constitucional ilustrada. Los artículos y reportajes de Marx, muy apreciados por los lectores, están plenamente imbuidos de las ideas de Hegel. La crítica que realiza de las instituciones existentes se hace desde el punto de vista del “Estado racional” y sus defectos fluyen del no tomar en consideración los ideales ya claramente establecidos en el campo filosófico. 
Durante 1842, Marx va sucesivamente radicalizando sus puntos de vista y ya a finales de ese año comienza a cuestionar la capacidad misma del Estado de representar los intereses generales, que era el papel central que se le atribuía al Estado en la filosofía hegeliana. El radicalismo de la posición Marx en esos tiempos no debe, sin embargo, exagerarse. En comparación con otros jóvenes hegelianos sus puntos de vista, especialmente después de la prohibición de enseñar dictada contra Bauer, son bastante moderados. Los jóvenes hegelianos berlineses, con Edgar Bauer, el hermano de Bruno Bauer, a la cabeza, habían adoptado posiciones mucho más radicales criticando sin piedad a todos aquellos que no estaban dispuestos a pasar a una lucha abierta contra la monarquía. Según Edgar Bauer existían en ese momento solo dos grandes partidos en Alemania: el reaccionario, aristocrático y monárquico, por una parte, y el progresista, popular y republicano, por la otra. Entre ellos no había sino mediocridad e hipocresía. Este tipo de tomas de posición ponía en una situación muy incómoda a Marx, ya que su periódico era, justamente, un típico representante de esa posición intermedia tan desdeñada. Para Marx el radicalismo de muchos de sus amigos era una pura provocación vana cuyo único resultado real era asustar a las clases medias y disminuir con ello la posibilidad de llevar a cabo un cambio de la sociedad alemana. Además, Marx asume una posición bastante ambigua respecto a las protestas contra la destitución de Bruno Bauer derivada de la prohibición de enseñar que había recaído sobre éste. La situación se haría pronto más crítica cuando Marx comienza a censurar las colaboraciones de algunos de sus viejos amigos que, según su parecer, amenazaban con su radicalismo la existencia misma de la Gaceta Renana. La crisis estalla en noviembre de 1842 llevando a la ruptura definitiva entre Marx y los jóvenes hegelianos berlineses también conocidos como Die Freien (“Los libres”).

### La herencia jovenhegeliana
La ruptura con los círculos jovenhegelianos en 1842 no implica una ruptura con muchos de los aportes de los jóvenes hegelianos. De hecho, durante el resto de su vida Marx seguirá usando una interpretación de Hegel y su dialéctica propia de los jóvenes hegelianos. Ello se manifiesta en su famosa frase de El Capital según la cual: “En Hegel la dialéctica está puesta de cabeza. Es preciso ponerla sobre sus pies para descubrir el núcleo racional encubierto bajo la corteza mística.” Esta idea de un núcleo racional encubierto por una corteza mística y de la "inversión" (umkeren) de la dialéctica hegeliana para encontrar la verdadera realidad fue tomada directamente de las obras de otro connotado joven hegeliano, Ludwig Feuerbach. Éste había presentado su aporte bajo la forma de una crítica del cristianismo en 1841 que en 1842-43 se extiende la filosofía hegeliana misma. La tesis de Feuerbach es que tanto la religión como la filosofía de Hegel han invertido la relación realmente existente entre el ser humano y sus creaciones. El sujeto verdadero y único creador, que no es otro que el hombre, ha sido transformado en predicado de sus propias creaciones mentales. Así, Dios en la religión y las ideas en Hegel asumen, a pesar de ser creaciones humanas, una forma ajena e independiente hasta el punto de transformarse en los supuestos creadores de sus creadores. Para Feuerbach, la gran tarea emancipadora consiste en restablecer la verdadera relación entre el hombre y sus criaturas. Para ello elabora su método crítico que a través de la inversión sistemática de los postulados de la religión y la filosofía obtiene la verdad esencial del ser humano. Marx seguirá el mismo modelo para relacionarse, no solo con la dialéctica de Hegel, sino con el conjunto de su visión del mundo. 
Esta forma de proceder tiene consecuencias decisivas para la obra posterior de Marx. Por medio de la inversión del contenido mismo de los postulados hegelianos Marx hace suya la estructura de la visión histórica de Hegel y, por medio de ella, del paradigma cristiano de la Historia con su Paraíso original perdido, su largo peregrinar por el valle de lágrimas de la Historia y el advenimiento final de un nuevo Paraíso. Marx y Engels llamarán a estas tres grandes fases de la dialéctica histórica comunismo primitivo, sociedad de clases y comunismo futuro.

## Opiniones sobre la religión
Los jóvenes hegelianos interpretaban que todo el aparato estatal prusiano reposaba en una legitimidad justificada por la religión, específicamente el luteranismo de la Prusia del momento. Sin embargo, generalizaron su crítica para hacerla ampliamente aplicable a otros estados y religiones. De acuerdo con los jóvenes hegelianos, todas las leyes se asentaban en último término en dogmas religiosos.
Por eso, en su plan para erosionar el sistema estatal que ellos consideraban corrupto y despótico se esforzaron por atacar el fundamento de la religión con argumentos filosóficos. En ese proceso de crítica, los jóvenes hegelianos fueron los primeros eruditos no religiosos en interpretar la Biblia valiéndose de Spinoza y su Tratado teológico-político.

## Miembros del movimiento
- David Strauss escribió Das Leben der Jesus (La vida de Jesús), donde argumentó que las enseñanzas originales de Jesús habían sido pervertidas con el tiempo con propósitos políticos. Strauss argumentó que el mensaje original de Jesús se dirigía a los pobres y marginados de la sociedad, no a las clases dominantes. Así, las enseñanzas de Jesús habrían sido usurpadas por las clases dominantes con el fin de manipular y oprimir a los pueblos del mundo prometiéndoles una recompensa después de la muerte si no se rebelaban contra el orden establecido por los ricos.

- Bruno Bauer fue más lejos y proclamó que la historia de Jesús era solo un mito. Bauer no encontró ninguna referencia histórica a nadie llamado "Yeshua ha-Nazareth" entre los textos sobrevivientes de la antigüedad romana.

- Ludwig Feuerbach terminó abandonando el sistema idealista hegeliano y la filosofía especulativa proponiendo un retorno de las ideas al mundo sensible. Su crítica de la filosofía de Hegel consistía en que representaba la realidad de manera invertida. En La esencia del cristianismo descubre que el Dios cristiano no es más que la esencia del hombre enajenada y proyectada hacia el infinito.

- Karl Marx y Friedrich Engels fueron otros de los jóvenes hegelianos. Inicialmente simpatizaron con la estrategia de atacar al cristianismo para erosionar el sistema prusiano y fueron partidarios de Feuerbach; pero más tarde desarrollaron ideas divergentes y rompieron con los jóvenes hegelianos, atacando sus ideas en La ideología alemana y en La sagrada familia.

- Max Stirner ocasionalmente departió con jóvenes hegelianos, aunque sostenía ideas contrarias a esta corriente de pensamiento. Finalmente satirizó a los jóvenes hegelianos en su obra maestra Der Einzige und Sein Eigentum (El Único y su Propiedad).

- Mijaíl Bakunin en 1835 decidió abandonar su carrera militar para dedicarse al estudio de la filosofía. Entusiasmado por Kant, Fichte y Hegel, se dirigió a la universidad de Berlín, donde fue alumno de Schelling. Su contacto con los jóvenes hegelianos y la lectura de los primeros socialistas lo llevaron a Suiza, Bélgica y finalmente París. Bakunin fundamentó su socialismo federalista y antiautoritario en una posición materialista que fluctúa entre el positivismo de August Comte y la dialéctica de origen hegeliano.